# ソセンスキー
座標: 北緯54度03分 東経35度58分 / 北緯54.050度 東経35.967度

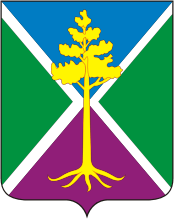
ソセンスキーの紋章

ソセンスキー（ロシア語: Сосенский; Sosensky）は、ロシア連邦のカルーガ州にある町。人口は1万2394人（2021年）。州都カルーガからは南西へ90キロメートル、コゼリスク地区の中心都市コゼリスクからは東へ10キロメートル。オカ川水系のジズドラ川の支流、ソセンカ川とペソチニャ川沿いに建つ。
1952年、コゼリスク東方の森の中に褐炭の炭鉱が開発され、炭鉱労働者の住宅地であるツェントラーリヌイ・コゼーリスコゴ・ストロユプラヴレーニヤ（Центра́льный Козе́льского стройуправле́ния）が誕生した。1954年3月19日、都市型集落の地位を認められレニンスキー（Ленинский）と改名したが、同年4月5日には前からこの地にあったシェペリョヴォ駅にちなんでシェペレフスキー（Шепелевский）と再度改名している。1991年に市となり現在の地名になった。ソセンスキーとはロシア語で松を意味する「ソスナ」（sosna）にちなんでおり、市の紋章にも松が描かれている。

## 経済
炭鉱開発が打ち切られた後は、ソセンスキー市の主要な工場は兵器部品工場、建材工場、繊維工場、機械工場などとなっている。
ソセンスキーには、1941年に開通したスヒーニチ・コゼリスク・トゥーラ間の鉄道が通る。最寄の駅であるシェペリョヴォ駅は市街地の4キロ南に位置する。